# Terrence Howard
Terrence Dashon Howard, ameriški filmski in televizijski igralec, * 11. marec 1969 Chicago, ZDA. 
Svojo prvo večjo vlogo je odigral v filmu Mr. Holland's Opus iz leta 1995, pozneje pa je Howard v javnosti zaslovel z vrsto vlog v številnih filmih med letoma 2004 in 2006, med njimi Ray, Lackawanna Blues, Usodna nesreča, 4 bratje, Gor in dol, Obogateti ali umreti, Idlewild in Iron Man 1.
Leta 2006 je bil Howard nominiran za oskarja za najboljšega igralca v filmu Gor in dol. 